# Formel-1-Weltmeisterschaft 1995

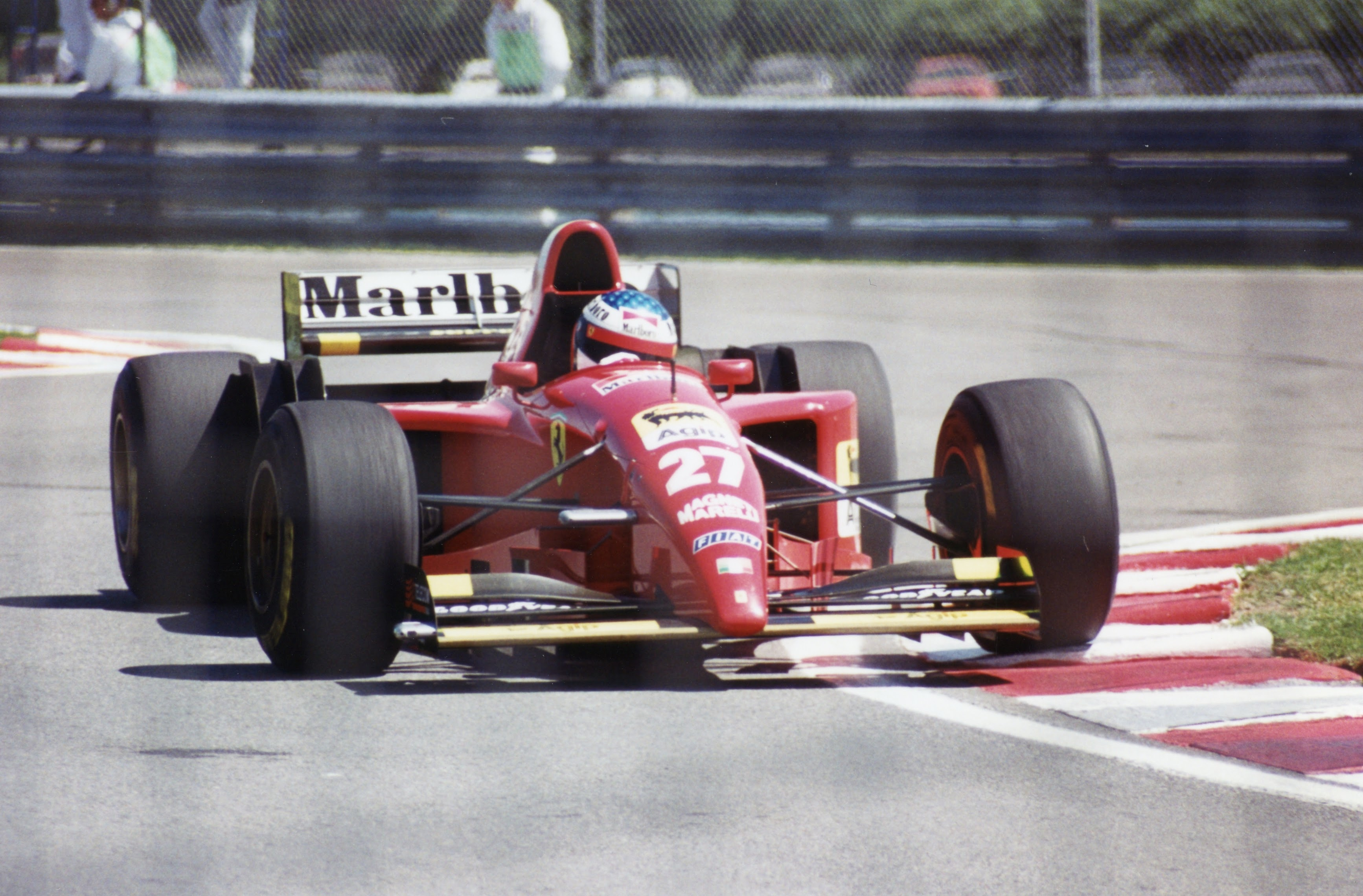
Jean Alesi im Ferrari 412T2 beim GP Kanada 1995

Die Formel-1-Weltmeisterschaft 1995 war die 46. Saison der Formel-1-Weltmeisterschaft. Sie wurde über 17 Rennen in der Zeit vom 26. März 1995 bis zum 12. November 1995 ausgetragen. Michael Schumacher gewann im Benetton zum zweiten Mal in Folge die Fahrerweltmeisterschaft mit 33 Punkten Vorsprung vor Damon Hill im Williams. Benetton-Renault wurde zum ersten und einzigen Mal Konstrukteursweltmeister mit 25 Punkten Vorsprung vor Williams-Renault und beendete damit die 11-jährige Dominanz von Williams und McLaren.

## Änderungen 1995

### Reglement
Nach den zahlreichen schweren Unfällen in der Saison 1994, insbesondere den Todesfällen von Roland Ratzenberger und Ayrton Senna beim Großen Preis von San Marino 1994, sah sich die FIA wiederum zu einschneidenden Maßnahmen gezwungen, um den Rennsport sicherer zu machen. Wichtigste Änderung in dieser Saison war somit die Herabsetzung des Motorvolumens von zuvor 3.500 cm3 auf 3.000 cm3 Hubraum. Die vorherige 3,5-Liter-Formel, die ursprünglich 1987 eingeführt worden war, um Saugmotoren zu ermöglichen, die es auf die Leistung bezogen mit den damals verbreiteten und seit 1989 verbotenen Turbomotoren aufnehmen konnten, wurde damit rückgängig gemacht. Weitere relevante Änderungen betrafen die Erhöhung der seitlichen Cockpitwände, strengere Vorschriften für Crashtests, stärkere Sicherheitsgurte und glattere Kerbs an den Rennstrecken.

### Strecken
Der Große Preis von Argentinien auf dem Autódromo Oscar Alfredo Gálvez fand erstmals seit 1981 wieder statt, wenn auch auf einer im Vergleich zur letzten Austragung verkürzten  und langsameren Streckenführung. Die Anzahl der Saisonrennen erhöhte sich damit auf 17. Daneben wechselte der Große Preis von Europa vom spanischen Jerez auf den deutschen Nürburgring – erstmals seit 1985 fand hier also wieder ein Formel-1-Rennen statt. Deutschland war damit neben Italien und Japan eines von drei Ländern, in denen in diesem Jahr jeweils zwei WM-Läufe stattfanden.
Weiter erfolgten einige Umstellungen im Rennkalender. Der Große Preis des Pazifiks auf dem TI Circuit Aida, im Vorjahr das zweite Saisonrennen, wechselte in den Oktober – zusammen mit dem Großen Preis von Japan in Suzuka fanden somit innerhalb einer Woche zwei Formel-1-Rennen in Japan statt. Zudem tauschten die Großen Preise von Monaco und Spanien ihre Positionen.
Auf dem Autodromo Enzo e Dino Ferrari, dem Austragungsort des Großen Preises von San Marino, wurden die Streckenabschnitte Tamburello und Tosa, in denen sich im Vorjahr die tödlichen Unfälle von Ayrton Senna und Roland Ratzenberger ereignet hatten, jeweils durch den Einbau von Schikanen verlangsamt und entschärft.

### Teams
Aus finanziellen Gründen mussten nach der Vorsaison die Rennställe Larrousse und Lotus ihre Tore schließen, obgleich beide Teams noch Planungen für neue Fahrzeuge angestellt hatten. Pacific, einer der neuen Rennställe des Jahres 1994, erwarb einen Teil der Konkursmasse des Traditionsteams Lotus und schmückte seine Fahrzeuge in diesem Jahr mit einer auf die traditionelle Farbe dieses Teams hinweisenden Banderole in British Racing Green.
Trotz dieser angespannten Situation debütierte 1995 mit Forti Corse ein weiterer neuer Wettbewerber, womit das Fahrerfeld 1995 insgesamt 26 Fahrzeuge umfasste – die maximale zu einem Rennen zugelassene Anzahl an Fahrzeugen. Aufgrund dieser Tatsache waren Nichtqualifikationen in diesem Jahr für jeden Rennteilnehmer ausgeschlossen, da die 107-Prozent-Regel erst im Folgejahr eingeführt wurde.

### Motoren
McLaren trennte sich nach nur einem Jahr wieder von Peugeot und verband sich mit Mercedes-Benz, das mit den Leistungen des Sauber-Teams im Vorjahr unzufrieden war. Das irische Team Jordan nutzte seinerseits die sich bietende Gelegenheit, dafür mit Peugeot zu kooperieren, und erhielt im fünften Jahr seiner Teilnahme an der Formel 1 endlich die ersehnte Werksunterstützung durch einen Automobilkonzern. Die von Jordan eingesetzten Hart-Motoren übernahm stattdessen das Footwork-Team, das zuvor Ford-Kundenmotoren verwendet hatte.
Ein weiterer bedeutsamer Wechsel spielte sich bei Benetton ab: Teamchef Flavio Briatore hatte das französische Ligier-Team erworben und leitete nun dessen Renault-Motoren, die identisch zu jenen des Erzrivalen Williams waren, zu Benetton um. Im Gegenzug erhielt Benetton-Mitbesitzer Tom Walkinshaw die Rennleitung bei Ligier. Außerdem konnte durch den Erwerb von Forderungen gegenüber Minardi durchgesetzt werden, dass Minardi auf die zuvor vereinbarte Übernahme von Mugen-Honda-Motoren verzichtete, die daraufhin ebenfalls an Ligier gingen. Minardi musste sich stattdessen einmal mehr mit vergleichsweise günstigen, aber leistungsschwachen Ford-Motoren begnügen.
Mit dem Wechsel von Benetton zu Renault-Motoren ging auch einher, dass die Partnerschaft zwischen dem britisch-italienischen Rennstall und Ford in die Brüche ging. Ford engagierte sich daraufhin beim von Mercedes verlassenen Sauber-Team, das daraufhin den neuen Cosworth-ECA-Motor erhielt. Daneben wechselte nun auch Pacific zu Ford-Motoren, bei denen es sich wie auch bei den anderen Kundenteams um Motoren des Typs ED handelte.

### Fahrer
Zur Farce wurde der Wechsel von Nigel Mansell, der Ende 1994 für einige Rennen zu Williams zurückgekehrt war, zu McLaren: Es stellte sich heraus, dass das Cockpit des neuen McLaren MP4/10 für Mansell zu klein war, sodass dieser in den ersten Rennen durch den zuvor bei Tyrrell gefahrenen nominellen Testfahrer Mark Blundell vertreten wurde. Nach zwei Rennen kehrte Mansell zurück, erklärte aber nach zwei schwachen Rennen überraschend seinen Rücktritt, sodass Blundell wiederum den Rest der Saison bestritt. Martin Brundle, McLaren-Stammfahrer des Jahres 1994, fuhr 1995 im Wechsel mit Aguri Suzuki für Ligier. Blundells Cockpit bei Tyrrell wiederum wurde 1995 vom Finnen Mika Salo besetzt.
Bei Benetton konnte sich 1995 Johnny Herbert im zweiten Cockpit neben Weltmeister Michael Schumacher behaupten, nachdem er bereits die letzten Saisonrennen 1994 dort bestritten hatte. Ähnlich erging es auch David Coulthard bei Williams, der dort 1994 erst Ayrton Senna ersetzt hatte, dann aber wiederum von Mansell verdrängt worden war, nun jedoch die komplette Saison bestritt. Jos Verstappen, der vor Herbert die meisten Saisonrennen 1994 im zweiten Benetton bestritten hatte, trat in dieser Saison für Simtek an.
Neben Ligier und Tyrrell wechselten auch Minardi, Footwork und Pacific jeweils einen Fahrer aus. Bei Minardi kehrte Luca Badoer ins Team zurück, nachdem Michele Alboreto seinen Rücktritt erklärt hatte. Footwork ersetzte Christian Fittipaldi durch den Paydriver Taki Inoue, und bei Pacific debütierte Andrea Montermini. Ebenfalls neu in der Formel 1 war Pedro Diniz, der gemeinsam mit dem letztmals 1992 in der Formel 1 gestarteten Rückkehrer Roberto Moreno das Fahrerduo bei Forti bildete.
Unverändert blieb die Fahrerkonstellation bei Ferrari, Jordan und nominell auch bei Sauber. Allerdings bestritt bei Sauber anstelle von Karl Wendlinger, der immer noch mit den Folgen seines schweren Unfalls in Monaco 1994 zu kämpfen hatte, Jean-Christophe Boullion am Ende die meisten Saisonrennen 1995.
Im Gegensatz zu den Vorjahren gab es während der Saison vergleichsweise wenig Fluktuation bei den Fahrern. Von Dauer war dabei allerdings die Rückkehr von Pedro Lamy, der die zweite Saisonhälfte bei Minardi anstelle von Stammfahrer Pierluigi Martini bestritt. Auch Gianni Morbidelli im Footwork wurde Mitte der Saison von einem Neuling ersetzt, seinem Landsmann Massimiliano Papis, kehrte aber für die letzten drei Saisonrennen wieder zurück. Eine negative Überraschung erlebten allerdings Jos Verstappen und sein Teamkollege Domenico Schiattarella: Simtek war nach fünf Rennen zahlungsunfähig und stellte den Betrieb ein.

## Teams und Fahrer
| Bild           | Team                                          | Chassis                                        | Motor                 | Reifen | Nr. | Stammfahrer              | Rennen         | Test-/ Ersatzfahrer                 |
| -------------- | --------------------------------------------- | ---------------------------------------------- | --------------------- | ------ | --- | ------------------------ | -------------- | ----------------------------------- |
| Benetton B195  | Mild Seven Benetton Renault                   | Benetton B195                                  | Renault 3.0 V10       | G      | 01  | Michael Schumacher       | 1–17           | Emmanuel Collard Jos Verstappen     |
| Benetton B195  | Mild Seven Benetton Renault                   | Benetton B195                                  | Renault 3.0 V10       | G      | 02  | Johnny Herbert           | 1–17           | Emmanuel Collard Jos Verstappen     |
| Tyrrell 023    | Nokia Tyrrell Yamaha                          | Tyrrell 023                                    | Yamaha 3.0 V10        | G      | 03  | Ukyō Katayama            | 1–13, 15–17    | Gabriele Tarquini                   |
| Tyrrell 023    | Nokia Tyrrell Yamaha                          | Tyrrell 023                                    | Yamaha 3.0 V10        | G      | 03  | Gabriele Tarquini        | 14             | Gabriele Tarquini                   |
| Tyrrell 023    | Nokia Tyrrell Yamaha                          | Tyrrell 023                                    | Yamaha 3.0 V10        | G      | 04  | Mika Salo                | 1–17           | Gabriele Tarquini                   |
| Williams FW17  | Rothmans Williams Renault                     | Williams FW17                                  | Renault 3.0 V10       | G      | 05  | Damon Hill               | 1–17           | Jean-Christophe Boullion Alain Menu |
| Williams FW17  | Rothmans Williams Renault                     | Williams FW17                                  | Renault 3.0 V10       | G      | 06  | David Coulthard          | 1–17           | Jean-Christophe Boullion Alain Menu |
| McLaren MP4/10 | Marlboro McLaren Mercedes                     | McLaren MP4/10 McLaren MP4/10B McLaren MP4/10C | Mercedes-Benz 3.0 V10 | G      | 07  | Mark Blundell            | 1, 2, 5–17     | Mark Blundell Jan Magnussen         |
| McLaren MP4/10 | Marlboro McLaren Mercedes                     | McLaren MP4/10 McLaren MP4/10B McLaren MP4/10C | Mercedes-Benz 3.0 V10 | G      | 07  | Nigel Mansell            | 3, 4           | Mark Blundell Jan Magnussen         |
| McLaren MP4/10 | Marlboro McLaren Mercedes                     | McLaren MP4/10 McLaren MP4/10B McLaren MP4/10C | Mercedes-Benz 3.0 V10 | G      | 08  | Mika Häkkinen            | 1–14, 16, 17   | Mark Blundell Jan Magnussen         |
| McLaren MP4/10 | Marlboro McLaren Mercedes                     | McLaren MP4/10 McLaren MP4/10B McLaren MP4/10C | Mercedes-Benz 3.0 V10 | G      | 08  | Jan Magnussen            | 15             | Mark Blundell Jan Magnussen         |
| Footwork FA16  | Footwork Hart                                 | Footwork FA16                                  | Hart 3.0 V8           | G      | 09  | Gianni Morbidelli        | 1–7, 15–17     | n/a                                 |
| Footwork FA16  | Footwork Hart                                 | Footwork FA16                                  | Hart 3.0 V8           | G      | 09  | Massimiliano Papis       | 8–14           | n/a                                 |
| Footwork FA16  | Footwork Hart                                 | Footwork FA16                                  | Hart 3.0 V8           | G      | 10  | Taki Inoue               | 1–17           | n/a                                 |
| Simtek S951    | MTV Simtek Ford                               | Simtek S951                                    | Ford ED 3.0 V8        | G      | 11  | Domenico Schiattarella   | 1–5            | Hideki Noda                         |
| Simtek S951    | MTV Simtek Ford                               | Simtek S951                                    | Ford ED 3.0 V8        | G      | 12  | Jos Verstappen           | 1–5            | Hideki Noda                         |
| Jordan 195     | Total Jordan Peugeot B&H Total Jordan Peugeot | Jordan 195                                     | Peugeot 3.0 V10       | G      | 14  | Rubens Barrichello       | 1–17           | n/a                                 |
| Jordan 195     | Total Jordan Peugeot B&H Total Jordan Peugeot | Jordan 195                                     | Peugeot 3.0 V10       | G      | 15  | Eddie Irvine             | 1–17           | n/a                                 |
| Pacific PR02   | Pacific Grand Prix Ltd                        | Pacific PR02                                   | Ford ED 3.0 V8        | G      | 16  | Bertrand Gachot          | 1–8, 15–17     | Oliver Gavin                        |
| Pacific PR02   | Pacific Grand Prix Ltd                        | Pacific PR02                                   | Ford ED 3.0 V8        | G      | 16  | Giovanni Lavaggi         | 9–12           | Oliver Gavin                        |
| Pacific PR02   | Pacific Grand Prix Ltd                        | Pacific PR02                                   | Ford ED 3.0 V8        | G      | 16  | Jean-Denis Delétraz      | 13, 14         | Oliver Gavin                        |
| Pacific PR02   | Pacific Grand Prix Ltd                        | Pacific PR02                                   | Ford ED 3.0 V8        | G      | 17  | Andrea Montermini        | 1–17           | Oliver Gavin                        |
| Forti FG01     | Parmalat Forti Ford                           | Forti FG01                                     | Ford ED 3.0 V8        | G      | 21  | Pedro Diniz              | 1–17           | n/a                                 |
| Forti FG01     | Parmalat Forti Ford                           | Forti FG01                                     | Ford ED 3.0 V8        | G      | 22  | Roberto Moreno           | 1–17           | n/a                                 |
| Minardi M195   | Minardi Scuderia Italia                       | Minardi M195                                   | Ford EDM 3.0 V8       | G      | 23  | Pierluigi Martini        | 1–9            | Giancarlo Fisichella                |
| Minardi M195   | Minardi Scuderia Italia                       | Minardi M195                                   | Ford EDM 3.0 V8       | G      | 23  | Pedro Lamy               | 10–17          | Giancarlo Fisichella                |
| Minardi M195   | Minardi Scuderia Italia                       | Minardi M195                                   | Ford EDM 3.0 V8       | G      | 24  | Luca Badoer              | 1–17           | Giancarlo Fisichella                |
| Ligier JS41    | Ligier Gitanes Blondes                        | Ligier JS41                                    | Mugen-Honda 3.0 V10   | G      | 25  | Aguri Suzuki             | 1–3, 9, 15, 16 | Franck Lagorce                      |
| Ligier JS41    | Ligier Gitanes Blondes                        | Ligier JS41                                    | Mugen-Honda 3.0 V10   | G      | 25  | Martin Brundle           | 4–8, 10–14, 17 | Franck Lagorce                      |
| Ligier JS41    | Ligier Gitanes Blondes                        | Ligier JS41                                    | Mugen-Honda 3.0 V10   | G      | 26  | Olivier Panis            | 1–17           | Franck Lagorce                      |
| Ferrari 412T2  | Scuderia Ferrari SpA                          | Ferrari 412T2                                  | Ferrari 3.0 V12       | G      | 27  | Jean Alesi               | 1–17           | Nicola Larini                       |
| Ferrari 412T2  | Scuderia Ferrari SpA                          | Ferrari 412T2                                  | Ferrari 3.0 V12       | G      | 28  | Gerhard Berger           | 1–17           | Nicola Larini                       |
| Sauber C14     | Red Bull Sauber Ford                          | Sauber C14                                     | Ford Zetec-R 3.0 V8   | G      | 29  | Karl Wendlinger          | 1–4, 16, 17    | Norberto Fontana                    |
| Sauber C14     | Red Bull Sauber Ford                          | Sauber C14                                     | Ford Zetec-R 3.0 V8   | G      | 29  | Jean-Christophe Boullion | 5–15           | Norberto Fontana                    |
| Sauber C14     | Red Bull Sauber Ford                          | Sauber C14                                     | Ford Zetec-R 3.0 V8   | G      | 30  | Heinz-Harald Frentzen    | 1–17           | Norberto Fontana                    |

## Rennkalender
| Nr. | Datum         | Grand Prix (Strecke)         | Distanz (km) | Sieger                                | Zweiter                               | Dritter                               | Pole- Position                        | Schnellste Rennrunde                  | Gesamtführender Fahrer                | Gesamtführender Konstrukteur |
| --- | ------------- | ---------------------------- | ------------ | ------------------------------------- | ------------------------------------- | ------------------------------------- | ------------------------------------- | ------------------------------------- | ------------------------------------- | ---------------------------- |
| 01  | 26. März      | Brasilien (São Paulo)        | 307,075      | Michael Schumacher (Benetton-Renault) | David Coulthard (Williams-Renault)    | Gerhard Berger (Ferrari)              | Damon Hill (Williams-Renault)         | Michael Schumacher (Benetton-Renault) | Michael Schumacher (Benetton-Renault) | Benetton-Renault             |
| 02  | 9. April      | Argentinien (Buenos Aires)   | 306,482      | Damon Hill (Williams-Renault)         | Jean Alesi (Ferrari)                  | Michael Schumacher (Benetton-Renault) | David Coulthard (Williams-Renault)    | Michael Schumacher (Benetton-Renault) | Michael Schumacher (Benetton-Renault) | Benetton-Renault             |
| 03  | 30. April     | San Marino (Imola)           | 308,385      | Damon Hill (Williams-Renault)         | Jean Alesi (Ferrari)                  | Gerhard Berger (Ferrari)              | Michael Schumacher (Benetton-Renault) | Gerhard Berger (Ferrari)              | Damon Hill (Williams-Renault)         | Benetton-Renault             |
| 04  | 14. Mai       | Spanien (Montmeló)           | 307,114      | Michael Schumacher (Benetton-Renault) | Johnny Herbert (Benetton-Renault)     | Gerhard Berger (Ferrari)              | Michael Schumacher (Benetton-Renault) | Damon Hill (Williams-Renault)         | Michael Schumacher (Benetton-Renault) | Benetton-Renault             |
| 05  | 28. Mai       | Monaco (Monte Carlo)         | 259,584      | Michael Schumacher (Benetton-Renault) | Damon Hill (Williams-Renault)         | Gerhard Berger (Ferrari)              | Damon Hill (Williams-Renault)         | Jean Alesi (Ferrari)                  | Michael Schumacher (Benetton-Renault) | Benetton-Renault             |
| 06  | 11. Juni      | Kanada (Montréal)            | 301,240      | Jean Alesi (Ferrari)                  | Rubens Barrichello (Jordan-Peugeot)   | Eddie Irvine (Jordan-Peugeot)         | Michael Schumacher (Benetton-Renault) | Michael Schumacher (Benetton-Renault) | Michael Schumacher (Benetton-Renault) | Benetton-Renault             |
| 07  | 2. Juli       | Frankreich (Magny-Cours)     | 305,814      | Michael Schumacher (Benetton-Renault) | Damon Hill (Williams-Renault)         | David Coulthard (Williams-Renault)    | Damon Hill (Williams-Renault)         | Michael Schumacher (Benetton-Renault) | Michael Schumacher (Benetton-Renault) | Benetton-Renault             |
| 08  | 16. Juli      | Großbritannien (Silverstone) | 308,477      | Johnny Herbert (Benetton-Renault)     | Jean Alesi (Ferrari)                  | David Coulthard (Williams-Renault)    | Damon Hill (Williams-Renault)         | Damon Hill (Williams-Renault)         | Michael Schumacher (Benetton-Renault) | Benetton-Renault             |
| 09  | 30. Juli      | Deutschland (Hockenheim)     | 307,035      | Michael Schumacher (Benetton-Renault) | David Coulthard (Williams-Renault)    | Gerhard Berger (Ferrari)              | Damon Hill (Williams-Renault)         | Michael Schumacher (Benetton-Renault) | Michael Schumacher (Benetton-Renault) | Benetton-Renault             |
| 10  | 13. August    | Ungarn (Mogyoród)            | 305,536      | Damon Hill (Williams-Renault)         | David Coulthard (Williams-Renault)    | Gerhard Berger (Ferrari)              | Damon Hill (Williams-Renault)         | Damon Hill (Williams-Renault)         | Michael Schumacher (Benetton-Renault) | Benetton-Renault             |
| 11  | 27. August    | Belgien (Spa-Francorchamps)  | 306,856      | Michael Schumacher (Benetton-Renault) | Damon Hill (Williams-Renault)         | Martin Brundle (Ligier-Mugen-Honda)   | Gerhard Berger (Ferrari)              | David Coulthard (Williams-Renault)    | Michael Schumacher (Benetton-Renault) | Benetton-Renault             |
| 12  | 10. September | Italien (Monza)              | 305,810      | Johnny Herbert (Benetton-Renault)     | Mika Häkkinen (McLaren-Mercedes)      | Heinz-Harald Frentzen (Sauber-Ford)   | David Coulthard (Williams-Renault)    | Gerhard Berger (Ferrari)              | Michael Schumacher (Benetton-Renault) | Benetton-Renault             |
| 13  | 24. September | Portugal (Estoril)           | 309,560      | David Coulthard (Williams-Renault)    | Michael Schumacher (Benetton-Renault) | Damon Hill (Williams-Renault)         | David Coulthard (Williams-Renault)    | David Coulthard (Williams-Renault)    | Michael Schumacher (Benetton-Renault) | Benetton-Renault             |
| 14  | 1. Oktober    | Europa (Nürburg)             | 305,252      | Michael Schumacher (Benetton-Renault) | Jean Alesi (Ferrari)                  | David Coulthard (Williams-Renault)    | David Coulthard (Williams-Renault)    | Michael Schumacher (Benetton-Renault) | Michael Schumacher (Benetton-Renault) | Benetton-Renault             |
| 15  | 22. Oktober   | Pazifik (Mimasaka)           | 307,349      | Michael Schumacher (Benetton-Renault) | David Coulthard (Williams-Renault)    | Damon Hill (Williams-Renault)         | David Coulthard (Williams-Renault)    | Michael Schumacher (Benetton-Renault) | Michael Schumacher (Benetton-Renault) | Benetton-Renault             |
| 16  | 29. Oktober   | Japan (Suzuka)               | 310,792      | Michael Schumacher (Benetton-Renault) | Mika Häkkinen (McLaren-Mercedes)      | Johnny Herbert (Benetton-Renault)     | Michael Schumacher (Benetton-Renault) | Michael Schumacher (Benetton-Renault) | Michael Schumacher (Benetton-Renault) | Benetton-Renault             |
| 17  | 12. November  | Australien (Adelaide)        | 306,180      | Damon Hill (Williams-Renault)         | Olivier Panis (Ligier-Mugen-Honda)    | Gianni Morbidelli (Footwork-Hart)     | Damon Hill (Williams-Renault)         | Damon Hill (Williams-Renault)         | Michael Schumacher (Benetton-Renault) | Benetton-Renault             |

## Rennberichte

### Großer Preis von Brasilien
| Platz | Fahrer             | Team             | Zeit        |
| ----- | ------------------ | ---------------- | ----------- |
| 1     | Michael Schumacher | Benetton-Renault | 1:38:34,154 |
| 2     | David Coulthard    | Williams-Renault | +8,060      |
| 3     | Gerhard Berger     | Ferrari          | + 1 Runde   |
| 4     | Mika Häkkinen      | McLaren-Mercedes | + 1 Runde   |
| 5     | Jean Alesi         | Ferrari          | + 1 Runde   |
| 6     | Mark Blundell      | McLaren-Mercedes | + 1 Runde   |

### Großer Preis von Argentinien
| Platz | Fahrer                | Team             | Zeit        |
| ----- | --------------------- | ---------------- | ----------- |
| 1     | Damon Hill            | Williams-Renault | 1:53:14,532 |
| 2     | Jean Alesi            | Ferrari          | + 6,407     |
| 3     | Michael Schumacher    | Benetton-Renault | + 33,376    |
| 4     | Johnny Herbert        | Benetton-Renault | + 1 Runde   |
| 5     | Heinz-Harald Frentzen | Sauber-Ford      | + 2 Runden  |
| 6     | Gerhard Berger        | Ferrari          | + 2 Runden  |

### Großer Preis von San Marino
| Platz | Fahrer                | Team             | Zeit        |
| ----- | --------------------- | ---------------- | ----------- |
| 1     | Damon Hill            | Williams-Renault | 1:41:42,552 |
| 2     | Jean Alesi            | Ferrari          | + 18,510    |
| 3     | Gerhard Berger        | Ferrari          | + 43,116    |
| 4     | David Coulthard       | Williams-Renault | + 51,890    |
| 5     | Mika Häkkinen         | McLaren-Mercedes | + 1 Runde   |
| 6     | Heinz-Harald Frentzen | Sauber-Ford      | + 1 Runde   |

### Großer Preis von Spanien
| Platz | Fahrer             | Team               | Zeit        |
| ----- | ------------------ | ------------------ | ----------- |
| 1     | Michael Schumacher | Benetton-Renault   | 1:34:20,507 |
| 2     | Johnny Herbert     | Benetton-Renault   | + 51,988    |
| 3     | Gerhard Berger     | Ferrari            | + 1:05,237  |
| 4     | Damon Hill         | Williams-Renault   | + 2:01,749  |
| 5     | Eddie Irvine       | Jordan-Peugeot     | + 1 Runde   |
| 6     | Olivier Panis      | Ligier-Mugen-Honda | + 1 Runde   |

### Großer Preis von Monaco
| Platz | Fahrer                | Team             | Zeit        |
| ----- | --------------------- | ---------------- | ----------- |
| 1     | Michael Schumacher    | Benetton-Renault | 1:53:11,258 |
| 2     | Damon Hill            | Williams-Renault | + 34,817    |
| 3     | Gerhard Berger        | Ferrari          | + 1:11,447  |
| 4     | Johnny Herbert        | Benetton-Renault | + 1 Runde   |
| 5     | Mark Blundell         | McLaren-Mercedes | + 1 Runde   |
| 6     | Heinz-Harald Frentzen | Sauber-Ford      | + 2 Runden  |

### Großer Preis von Kanada
| Platz | Fahrer             | Team               | Zeit        |
| ----- | ------------------ | ------------------ | ----------- |
| 1     | Jean Alesi         | Ferrari            | 1:44:54,171 |
| 2     | Rubens Barrichello | Jordan-Peugeot     | + 31,477    |
| 3     | Eddie Irvine       | Jordan-Peugeot     | + 35,980    |
| 4     | Olivier Panis      | Ligier-Mugen-Honda | + 41,341    |
| 5     | Michael Schumacher | Benetton-Renault   | + 44,676    |
| 6     | Gianni Morbidelli  | Footwork-Hart      | + 1 Runde   |

### Großer Preis von Frankreich
| Platz | Fahrer             | Team               | Zeit        |
| ----- | ------------------ | ------------------ | ----------- |
| 1     | Michael Schumacher | Benetton-Renault   | 1:38:28,429 |
| 2     | Damon Hill         | Williams-Renault   | + 31,309    |
| 3     | David Coulthard    | Williams-Renault   | + 1:02,826  |
| 4     | Martin Brundle     | Ligier-Mugen-Honda | + 1:03,293  |
| 5     | Jean Alesi         | Ferrari            | + 1:17,869  |
| 6     | Rubens Barrichello | Jordan-Peugeot     | + 1 Runden  |

### Großer Preis von Großbritannien
| Platz | Fahrer                | Team               | Zeit        |
| ----- | --------------------- | ------------------ | ----------- |
| 1     | Johnny Herbert        | Benetton-Renault   | 1:34:35,093 |
| 2     | Jean Alesi            | Ferrari            | + 16,479    |
| 3     | David Coulthard       | Williams-Renault   | + 23,888    |
| 4     | Olivier Panis         | Ligier-Mugen-Honda | + 1:33,168  |
| 5     | Mark Blundell         | McLaren-Mercedes   | + 1:48,172  |
| 6     | Heinz-Harald Frentzen | Sauber-Ford        | + 1 Runde   |

### Großer Preis von Deutschland
| Platz | Fahrer                   | Team               | Zeit        |
| ----- | ------------------------ | ------------------ | ----------- |
| 1     | Michael Schumacher       | Benetton-Renault   | 1:22:56,043 |
| 2     | David Coulthard          | Williams-Renault   | + 5,988     |
| 3     | Gerhard Berger           | Ferrari            | + 1:08,097  |
| 4     | Johnny Herbert           | Benetton-Renault   | + 1:23,436  |
| 5     | Jean-Christophe Boullion | Sauber-Ford        | + 1 Runde   |
| 6     | Aguri Suzuki             | Ligier-Mugen-Honda | + 1 Runde   |

### Großer Preis von Ungarn
| Platz | Fahrer                | Team               | Zeit        |
| ----- | --------------------- | ------------------ | ----------- |
| 1     | Damon Hill            | Williams-Renault   | 1:46:25,721 |
| 2     | David Coulthard       | Williams-Renault   | + 33,398    |
| 3     | Gerhard Berger        | Ferrari            | + 1 Runde   |
| 4     | Johnny Herbert        | Benetton-Renault   | + 1 Runde   |
| 5     | Heinz-Harald Frentzen | Sauber-Ford        | + 1 Runde   |
| 6     | Olivier Panis         | Ligier-Mugen-Honda | + 1 Runde   |

### Großer Preis von Belgien
| Platz | Fahrer                | Team               | Zeit        |
| ----- | --------------------- | ------------------ | ----------- |
| 1     | Michael Schumacher    | Benetton-Renault   | 1:36:47,875 |
| 2     | Damon Hill            | Williams-Renault   | + 19,493    |
| 3     | Martin Brundle        | Ligier-Mugen-Honda | + 24,998    |
| 4     | Heinz-Harald Frentzen | Sauber-Ford        | + 26,972    |
| 5     | Mark Blundell         | McLaren-Mercedes   | + 33,772    |
| 6     | Rubens Barrichello    | Jordan-Peugeot     | + 39,674    |

### Großer Preis von Italien
| Platz | Fahrer                   | Team             | Zeit        |
| ----- | ------------------------ | ---------------- | ----------- |
| 1     | Johnny Herbert           | Benetton-Renault | 1:18:27,916 |
| 2     | Mika Häkkinen            | McLaren-Mercedes | + 17,779    |
| 3     | Heinz-Harald Frentzen    | Sauber-Ford      | + 24,321    |
| 4     | Mark Blundell            | McLaren-Mercedes | + 28,223    |
| 5     | Mika Salo                | Tyrrell-Yamaha   | + 1 Runde   |
| 6     | Jean-Christophe Boullion | Sauber-Ford      | + 1 Runde   |

### Großer Preis von Portugal
| Platz | Fahrer                | Team             | Zeit        |
| ----- | --------------------- | ---------------- | ----------- |
| 1     | David Coulthard       | Williams-Renault | 1:41:52,145 |
| 2     | Michael Schumacher    | Benetton-Renault | + 7,248     |
| 3     | Damon Hill            | Williams-Renault | + 22,121    |
| 4     | Gerhard Berger        | Ferrari          | + 1:24,879  |
| 5     | Jean Alesi            | Ferrari          | + 1:25,429  |
| 6     | Heinz-Harald Frentzen | Sauber-Ford      | + 1 Runde   |

### Großer Preis von Europa
| Platz | Fahrer             | Team             | Zeit        |
| ----- | ------------------ | ---------------- | ----------- |
| 1     | Michael Schumacher | Benetton-Renault | 1:39:59,044 |
| 2     | Jean Alesi         | Ferrari          | + 2,684     |
| 3     | David Coulthard    | Williams-Renault | + 35,382    |
| 4     | Rubens Barrichello | Jordan-Peugeot   | + 1 Runde   |
| 5     | Johnny Herbert     | Benetton-Renault | + 1 Runde   |
| 6     | Eddie Irvine       | Jordan-Peugeot   | + 1 Runde   |

### Großer Preis des Pazifiks
| Platz | Fahrer             | Team             | Zeit        |
| ----- | ------------------ | ---------------- | ----------- |
| 1     | Michael Schumacher | Benetton-Renault | 1:48:49,972 |
| 2     | David Coulthard    | Williams-Renault | + 14,920    |
| 3     | Damon Hill         | Williams-Renault | + 48,333    |
| 4     | Gerhard Berger     | Ferrari          | + 1 Runde   |
| 5     | Jean Alesi         | Ferrari          | + 1 Runde   |
| 6     | Johnny Herbert     | Benetton-Renault | + 1 Runde   |

### Großer Preis von Japan
| Platz | Fahrer             | Team               | Zeit        |
| ----- | ------------------ | ------------------ | ----------- |
| 1     | Michael Schumacher | Benetton-Renault   | 1:36:52,930 |
| 2     | Mika Häkkinen      | McLaren-Mercedes   | + 19,337    |
| 3     | Johnny Herbert     | Benetton-Renault   | + 1:23,804  |
| 4     | Eddie Irvine       | Jordan-Peugeot     | + 1:42,136  |
| 5     | Olivier Panis      | Ligier-Mugen-Honda | + 1 Runde   |
| 6     | Mika Salo          | Tyrrell-Yamaha     | + 1 Runde   |

### Großer Preis von Australien
| Platz | Fahrer            | Team               | Zeit        |
| ----- | ----------------- | ------------------ | ----------- |
| 1     | Damon Hill        | Williams-Renault   | 1:49:15,946 |
| 2     | Olivier Panis     | Ligier-Mugen-Honda | + 2 Runden  |
| 3     | Gianni Morbidelli | Footwork-Hart      | + 2 Runden  |
| 4     | Mark Blundell     | McLaren-Mercedes   | + 2 Runden  |
| 5     | Mika Salo         | Tyrrell-Yamaha     | + 3 Runden  |
| 6     | Pedro Lamy        | Minardi-Ford       | + 3 Runden  |

## Weltmeisterschaftswertungen
Weltmeister wird derjenige Fahrer bzw. Konstrukteur, der bis zum Saisonende die meisten Punkte in der Weltmeisterschaft angesammelt hat. Bei der Punkteverteilung werden die Platzierungen im Gesamtergebnis des jeweiligen Rennens aller Rennen berücksichtigt. Die sechs erstplatzierten Fahrer jedes Rennens erhalten Punkte nach folgendem Schema:
| Platz  | 1  | 2 | 3 | 4 | 5 | 6 |
| Punkte | 10 | 6 | 4 | 3 | 2 | 1 |

### Fahrerwertung
| Pos. | Fahrer           | Konstrukteur       |     |     |     |     |     |     |     |     |     |     |     |     |     |     |     |     |     | Punkte |
| 01   | M. Schumacher    | Benetton-Renault   | 1   | 3   | DNF | 1   | 1   | 5   | 1   | DNF | 1   | 11* | 1   | DNF | 2   | 1   | 1   | 1   | DNF | 102    |
| 02   | D. Hill          | Williams-Renault   | DNF | 1   | 1   | 4   | 2   | DNF | 2   | DNF | DNF | 1   | 2   | DNF | 3   | DNF | 3   | DNF | 1   | 69     |
| 03   | D. Coulthard     | Williams-Renault   | 2   | DNF | 4   | DNF | DNF | DNF | 3   | 3   | 2   | 2   | DNF | DNF | 1   | 3   | 2   | DNF | DNF | 49     |
| 04   | J. Herbert       | Benetton-Renault   | DNF | 4   | 7   | 2   | 4   | DNF | DNF | 1   | 4   | 4   | 7   | 1   | 7   | 5   | 6   | 3   | DNF | 45     |
| 05   | J. Alesi         | Ferrari            | 5   | 2   | 2   | DNF | DNF | 1   | 5   | 2   | DNF | DNF | DNF | DNF | 5   | 2   | 5   | DNF | DNF | 42     |
| 06   | G. Berger        | Ferrari            | 3   | 6   | 3   | 3   | 3   | 11* | 12  | DNF | 3   | 3   | DNF | DNF | 4   | DNF | 4   | DNF | DNF | 31     |
| 07   | M. Häkkinen      | McLaren-Mercedes   | 4   | DNF | 5   | DNF | DNF | DNF | 7   | DNF | DNF | DNF | DNF | 2   | DNF | 8   |     | 2   | DNS | 17     |
| 08   | O. Panis         | Ligier-Mugen-Honda | DNF | 7   | 9   | 6   | DNF | 4   | 8   | 4   | DNF | 6   | 9   | DNF | DNF | DNF | 8   | 5   | 2   | 16     |
| 09   | H.-H. Frentzen   | Sauber-Ford        | DNF | 5   | 6   | 8   | 6   | DNF | 10  | 6   | DNF | 5   | 4   | 3   | 6   | DNF | 7   | 8   | DNF | 15     |
| 10   | M. Blundell      | McLaren-Mercedes   | 6   | DNF |     |     | 5   | DNF | 11  | 5   | DNF | DNF | 5   | 4   | 9   | DNF | 9   | 7   | 4   | 13     |
| 11   | R. Barrichello   | Jordan-Peugeot     | DNF | DNF | DNF | 7   | DNF | 2   | 6   | 11* | DNF | 7   | 6   | DNF | 11  | 4   | DNF | DNF | DNF | 11     |
| 12   | E. Irvine        | Jordan-Peugeot     | DNF | DNF | 8   | 5   | DNF | 3   | 9   | DNF | 9*  | 13* | DNF | DNF | 10  | 6   | 11  | 4   | DNF | 10     |
| 13   | M. Brundle       | Ligier-Mugen-Honda |     |     |     | 9   | DNF | 10* | 4   | DNF |     | DNF | 3   | DNF | 8   | 7   |     |     | DNF | 7      |
| 14   | G. Morbidelli    | Footwork-Hart      | DNF | DNF | 13  | 11  | 9   | 6   | 14  |     |     |     |     |     |     |     | DNF | DNF | 3   | 5      |
| 15   | M. Salo          | Tyrrell-Yamaha     | 7   | DNF | DNF | 10  | DNF | 7   | 15  | 8   | DNF | DNF | 8   | 5   | 13  | 10  | 12  | 6   | 5   | 5      |
| 16   | J.-C. Boullion   | Sauber-Ford        |     |     |     |     | 8*  | DNF | DNF | 9   | 5   | 10  | 11  | 6   | 12  | DNF | DNF |     |     | 3      |
| 17   | A. Suzuki        | Ligier-Mugen-Honda | 8   | DNF | 11  |     |     |     |     |     | 6   |     |     |     |     |     | DNF | DNS |     | 1      |
| 18   | P. Lamy          | Minardi-Ford       |     |     |     |     |     |     |     |     |     | 9   | 10  | DNF | DNF | 9   | 13  | 11  | 6   | 1      |
| 19   | P. Martini       | Minardi-Ford       | DNF | DNF | 12  | 14  | 7   | DNF | DNF | 7   | DNF |     |     |     |     |     |     |     |     | 0      |
| 20   | U. Katayama      | Tyrrell-Yamaha     | DNF | 8   | DNF | DNF | DNF | DNF | DNF | DNF | 7   | DNF | DNF | 10  | DNF |     | 14  | DNF | DNF | 0      |
| 21   | P. Diniz         | Forti-Ford         | 10  | NC  | 15  | DNF | 10  | DNF | DNF | DNF | DNF | DNF | 13  | 9   | 16  | 13  | 17  | DNF | 7   | 0      |
| 22   | M. Papis         | Footwork-Hart      |     |     |     |     |     |     |     | DNF | DNF | DNF | DNF | 7   | DNF | 12  |     |     |     | 0      |
| 23   | L. Badoer        | Minardi-Ford       | DNF | DNS | 14  | DNF | DNF | 8   | 13  | 10  | DNF | 8   | DNF | DNF | 14  | 11  | 15  | 9   | DNS | 0      |
| 24   | Taki Inoue       | Footwork-Hart      | DNF | DNF | DNF | DNF | DNF | 9   | DNF | DNF | DNF | DNF | 12  | 8   | 15  | DNF | DNF | 12  | DNF | 0      |
| 25   | A. Montermini    | Pacific-Ford       | 9   | DNF | DNF | DNF | DNS | DNF | NC  | DNF | 8   | 12  | DNF | DNF | DNF | DNF | DNF | DNF | DNF | 0      |
| 26   | B. Gachot        | Pacific-Ford       | DNF | DNF | DNF | DNF | DNF | DNF | DNF | 12  |     |     |     |     |     |     | DNF | DNF | 8   | 0      |
| 27   | D. Schiattarella | Simtek-Ford        | DNF | 9   | DNF | 15  | DNS |     |     |     |     |     |     |     |     |     |     |     |     | 0      |
| 28   | K. Wendlinger    | Sauber-Ford        | DNF | DNF | DNF | 13  |     |     |     |     |     |     |     |     |     |     |     | 10  | DNF | 0      |
| 29   | N. Mansell       | McLaren-Mercedes   |     |     | 10  | DNF |     |     |     |     |     |     |     |     |     |     |     |     |     | 0      |
| 30   | J. Magnussen     | McLaren-Mercedes   |     |     |     |     |     |     |     |     |     |     |     |     |     |     | 10  |     |     | 0      |
| 31   | Jos Verstappen   | Simtek-Ford        | DNF | DNF | DNF | 12  | DNF |     |     |     |     |     |     |     |     |     |     |     |     | 0      |
| 32   | R. Moreno        | Forti-Ford         | DNF | NC  | 16  | DNF | DNF | DNF | 16  | DNF | DNF | DNF | 14  | DNF | 17  | DNF | 16  | DNF | DNF | 0      |
| 33   | G. Tarquini      | Tyrrell-Yamaha     |     |     |     |     |     |     |     |     |     |     |     |     |     | 14  |     |     |     | 0      |
| 34   | J.-D. Delétraz   | Pacific-Ford       |     |     |     |     |     |     |     |     |     |     |     |     | DNF | 15  |     |     |     | 0      |
| —    | G. Lavaggi       | Pacific-Ford       |     |     |     |     |     |     |     |     | DNF | DNF | DNF | DNF |     |     |     |     |     | 0      |

| Legende  | Legende            | Legende                                                          |
| Farbe    | Abkürzung          | Bedeutung                                                        |
| -------- | ------------------ | ---------------------------------------------------------------- |
| Gold     | –                  | Sieg                                                             |
| Silber   | –                  | 2. Platz                                                         |
| Bronze   | –                  | 3. Platz                                                         |
| Grün     | –                  | Platzierung in den Punkten                                       |
| Blau     | –                  | Klassifiziert außerhalb der Punkteränge                          |
| Violett  | DNF                | Rennen nicht beendet (did not finish)                            |
| Violett  | NC                 | nicht klassifiziert (not classified)                             |
| Rot      | DNQ                | nicht qualifiziert (did not qualify)                             |
| Rot      | DNPQ               | in Vorqualifikation gescheitert (did not pre-qualify)            |
| Schwarz  | DSQ                | disqualifiziert (disqualified)                                   |
| Weiß     | DNS                | nicht am Start (did not start)                                   |
| Weiß     | WD                 | zurückgezogen (withdrawn)                                        |
| Hellblau | PO                 | nur am Training teilgenommen (practiced only)                    |
| Hellblau | TD                 | Freitags-Testfahrer (test driver)                                |
| ohne     | DNP                | nicht am Training teilgenommen (did not practice)                |
| ohne     | INJ                | verletzt oder krank (injured)                                    |
| ohne     | EX                 | ausgeschlossen (excluded)                                        |
| ohne     | DNA                | nicht erschienen (did not arrive)                                |
| ohne     | C                  | Rennen abgesagt (cancelled)                                      |
| ohne     | keine WM-Teilnahme |                                                                  |
| sonstige | P/fett             | Pole-Position                                                    |
| sonstige | 1/2/3/4/5/6/7/8    | Punktplatzierung im Sprint-/Qualifikationsrennen                 |
| sonstige | SR/kursiv          | Schnellste Rennrunde                                             |
| sonstige | *                  | nicht im Ziel, aufgrund der zurückgelegten Distanz aber gewertet |
| sonstige | ()                 | Streichresultate                                                 |
| sonstige | unterstrichen      | Führender in der Gesamtwertung                                   |

### Konstrukteurswertung
| Pos. | Konstrukteur      | Punkte |
| ---- | ----------------- | ------ |
| 01   | Benetton-Renault1 | 137    |
| 02   | Williams-Renault1 | 112    |
| 03   | Ferrari           | 73     |
| 04   | McLaren-Mercedes  | 30     |
| 05   | Ligier-Mugen      | 24     |
| 06   | Jordan-Peugeot    | 21     |
| 07   | Sauber-Ford       | 18     |

| Pos. | Konstrukteur   | Punkte |
| ---- | -------------- | ------ |
| 08   | Footwork-Hart  | 5      |
| 09   | Tyrrell-Yamaha | 5      |
| 10   | Minardi-Ford   | 1      |
| 11   | Forti-Ford     | 0      |
| 12   | Pacific-Ford   | 0      |
| 13   | Simtek-Ford    | 0      |

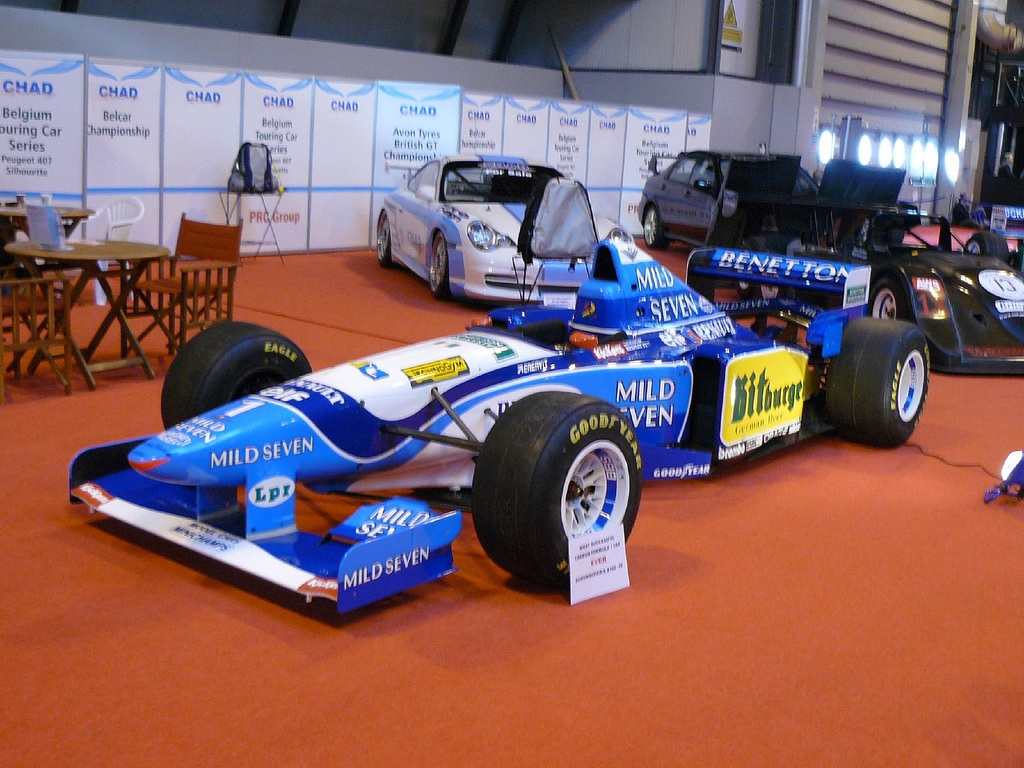
Benetton B195 Renault V10 von 1995

1 Wegen der Tankaffäre beim Großen Preis von Brasilien (Verwendung nicht regelkonformen Treibstoffs) bekamen die Teams Benetton und Williams ihre zehn bzw. sechs Punkte aus diesem Rennen aberkannt

## Kurzmeldungen Formel 1
- Michael Schumacher errang neun Siege im Rennjahr 1995. Damit stellte er die Rekordleistung des Briten Nigel Mansell ein, der 1992 ebenfalls neun Mal innerhalb einer Saison ein Rennen gewinnen konnte. Schumacher hatte 1995 allerdings ein Rennen mehr zur Verfügung.
- Das Rennen von Spa konnte Michael Schumacher vom 16. Startplatz aus bei äußerst widrigen Witterungsverhältnissen gewinnen.
- Nach zahlreichen Ausfällen siegte Damon Hill in Australien mit zwei Runden Vorsprung. Einen 2-Runden-Vorsprung des Siegers hatte es in der Geschichte des Formel-1-Sports davor erst einmal gegeben, als Jackie Stewart 1969 in Barcelona den Neuseeländer Bruce McLaren distanzierte.
- Drei Rennen vor Abschluss der Meisterschaft beim Großen Preis des Pazifiks in Aida sicherte sich Michael Schumacher seinen zweiten WM-Titel.
- Den Konstrukteurs-Titel gewann Benetton ein Rennen später beim Großen Preis von Japan in Suzuka.
- Im Abschlusstraining des Australien-Grand-Prix in Adelaide schlug Mika Häkkinen in einen Reifenstapel und verletzte sich schwer. Mit einem Luftröhrenschnitt konnten die Ärzte ihm letztlich das Leben retten.